# 克里坦登 (肯塔基州)
克里坦登（英語：Crittenden），是美国肯塔基州的一座城市。面积约为8.8平方公里（3.4平方英里）。根据2010年美国人口普查，该市的人口为3,815人。